# Лейк-Ківіра (Канзас)
Лейк-Ківіра (англ. Lake Quivira) — місто (англ. city) в США, в округах Джонсон і Ваяндотт штату Канзас. Населення — 961 особа (2020).

## Географія
Лейк-Ківіра розташований за координатами 39°2′23″ пн. ш. 94°46′10″ зх. д. / 39.03972° пн. ш. 94.76944° зх. д. (39.039650, -94.769515).  За даними Бюро перепису населення США в 2010 році місто мало площу 4,04 км², з яких 3,65 км² — суходіл та 0,39 км² — водойми.

## Демографія
Згідно з переписом 2010 року, у місті мешкало 906 осіб у 365 домогосподарствах у складі 304 родин. Густота населення становила 224 особи/км².  Було 395 помешкань (98/км²).
Расовий склад населення:
| - 96,4 % — білих - 0,8 % — азіатів - 0,7 % — корінних американців - 0,6 % — чорних або афроамериканців |

До двох чи більше рас належало 0,9 %. Частка іспаномовних становила 1,8 % від усіх жителів.
За віковим діапазоном населення розподілялося таким чином: 21,3 % — особи молодші 18 років, 52,5 % — особи у віці 18—64 років, 26,2 % — особи у віці 65 років та старші. Медіана віку мешканця становила 52,9 року. На 100 осіб жіночої статі у місті припадало 105,9 чоловіків;  на 100 жінок у віці від 18 років та старших — 100,3 чоловіків також старших 18 років.
Середній дохід на одне домашнє господарство  становив 186 430 доларів США (медіана — 137 917), а середній дохід на одну сім'ю — 193 967 доларів (медіана — 151 250). За межею бідності перебувало 1,2 % осіб, у тому числі 1,6 % дітей у віці до 18 років та 1,2 % осіб у віці 65 років та старших.
Цивільне працевлаштоване населення становило 417 осіб. Основні галузі зайнятості: освіта, охорона здоров'я та соціальна допомога — 23,3 %, науковці, спеціалісти, менеджери — 18,0 %, фінанси, страхування та нерухомість — 11,0 %, роздрібна торгівля — 10,3 %.